# فلوها
فلوها (بالألمانية: Flöha) هي بلدة ألمانية و Grosse Kreisstadt تقع في ألمانيا في Mittelsachsen.[بحاجة لمصدر]  يقدر عدد سكانها بـ 10,492 نسمة .

## المدن التوأمة
مدينة ميريكورت، باد كاليه هي مدينة توأمة لـفلوها.

## أعلام
- ستيفان شميت